# Chintelnic, Bistrița-Năsăud

Chintelnic, mai demult Chintelec (în dialectul săsesc Kinteln, în germană Kinteln, Kindel, Kindeln, în maghiară Kentelke, Kendtelke) este un sat în comuna Șieu-Măgheruș din județul Bistrița-Năsăud, Transilvania, România.

## Așezare
Satul Chintelnic - așezat pe terasa I a râului Șieu, pe malul drept - la linia de trecere între Câmpia Transilvaniei  și dealurile Bistriței ardelene, pe un loc plan, înconjurat de o serie de dealuri: Pleșca, Bunguri, Lazuri, se află în județul Bistrița-Năsăud, la o distanță de 18 km de municipiul Bistrița, la 3 km față de centrul de comună Șieu-Măgheruș și la 1 km de DN17 care face legătura între Dej și Vatra Dornei.

## Istorie

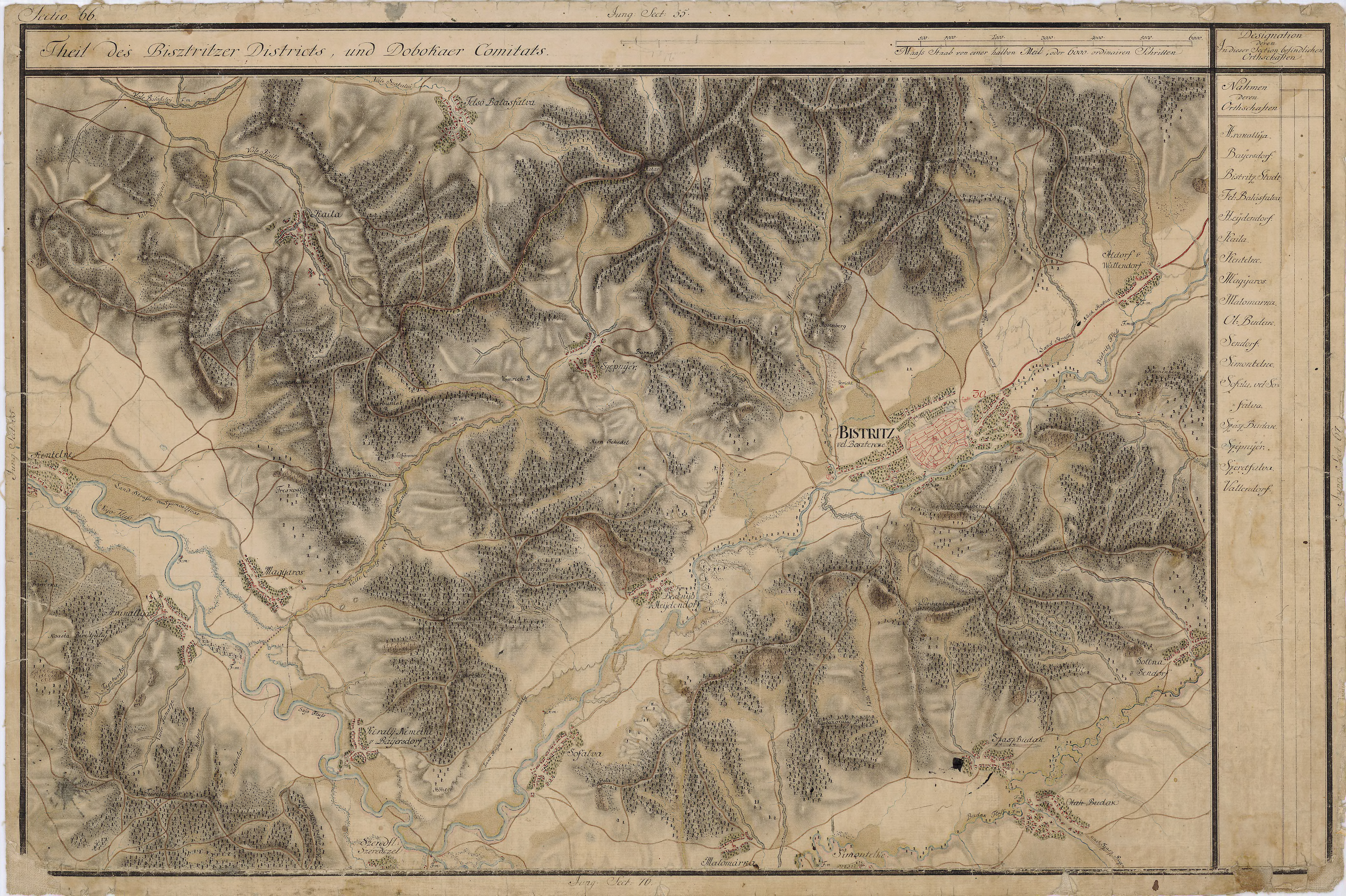
Chintelnic în Harta Iosefină a Transilvaniei, 1769-73

În urma cercetărilor arheologice efectuate pe raza localității s-a dovedit existența vieții omenești pe acest teritoriu încă din comuna primitivă. În anul 1959 au fost descoperite de către arheologii de la Muzeul județean Bistrița-Năsăud, fragmente de vase din perioada orânduirii comunei primitive. Printre fragmentele de obiecte descoperite aici, unele au fost încadrate în epoca bronzului, cultura Witenberg, și obiecte din fier aparținând perioadei Hallstatiene. Au fost descoperite aici și fragmente de vase lucrate cu roata aparținând perioadei stăpânirii romane.
Până în secolul al XII-lea nu s-au găsit documente scrise, decât fragmente de ceramică feudală târzie în săpăturile arheologice efectuate pe dealul Hegheriș.
Între anii 1141-1161 a avut loc colonizarea acestor locuri cu coloniști originari din Flandra, Lotigen și Luxemburg. Odată cu venirea sașilor în ținutul Bistriței, locuitorii autohtoni români au fost împinși fie spre munți, fie spre marginea de sud și est a ținutului săsesc. 
În urma împărțirii ținutului în districte,  satul Chintelnic este amintit în documentele scrise începând cu anul 1279. În anul 1264 este amintit ca făcând parte din districtul Khiralier și satul Crainimăt, iar din anul 1453 sunt amintite și localitățile Șieu-Măgheruș și Arcalia.
Urmele și dovezile arheologice ne permit să tragem concluzia că pe aceste meleaguri au locuit oameni din cele mai vechi timpuri. Aceste descoperiri arheologice făcute în vatra satului ne îndreptățesc să afirmăm că zona a fost locuită din perioada mijlocie a epocii neolitice.
În urma cuceririi Daciei de către romani, și satul Chintelnic s-a aflat sub ocupația romană deoarece castrele de la Orhei și cel de pământ de la Livezile, marcau granița spre est a Daciei romane și deci cuprindeau și aceste teritorii.  
Continuitatea și stabilitatea populației din acest sat este dovedită și după retragerea stăpânirii romane din Dacia - prin descoperirile arheologice făcute în cetățile de la Șieu-Măgheruș și Șirioara.
Din perioada migrației popoarelor este demn de amintit faptul că în această zonă s-au stabilit vremelnic pecenegii și cumanii, din care o parte au fost asimilați de populația băștinașă iar altă parte au plecat.
După trecerea valului de popoare migratoare în această zonă continuă viața în vechile forme de organizare.
Extinderea stăpânirii feudale maghiare în Transilvania afectează și satul Chintelnic care este înglobat în cadrul unei mari moșii și este vândut sau donat unor feudali maghiari.
Începând cu a doua jumătate a secolului al XII-lea, satul Chintelnic va face parte din comitatul Dăbâca iar la sfârșitul secolului, după colonizarea sașilor în jurul Bistriței nu va face parte din noua formă de organizare administrativă și judecătorească săsească.
Nu la mult timp după invazia tătarilor din anul 1241, regele Ungariei, Ladislau al IV-lea (Cumanul), prin actul de la 11 mai 1279 dă voie lui Laurențiu ban de Severin, fiul răposatului voievod al Transilvaniei Laurențiu Aba, "să vândă o moșie așa numită Kendtelek ( Chintelnic )" ce ținea odinioară de comitatul Dăbâca și pe care numitul voievod Laurențiu, tatăl lui, o dobândise de la "luminatul principe, regele Bela, prea iubitul nostru bunic, contelui Hench, fiul lui Brendulinus de Rodna, căpitanul cetății Buda, adică celui mai apropiat vecin al său, la prețul de 150 mărci de argint fin". 
Din documentul de atestare a satului Chintelnic reiese că instituțiile feudale aduse de statul feudal maghiar s-au suprapus peste vechile autonomii autohtone și au trăit încă o perioadă de timp alături de acestea. Treptat pământul obștei din satul Chintelnic devine proprietatea regelui, iar populația este transformată în iobagi.
Din variantele numelui localității reiese ca în anul 1279 se numea Kendtelek, la 1300 Kenteluk, la 1458 Kentheleke, la 1612 Kendteleke, iar românii îi spuneau dintotdeauna Tintelnic. Așa după cum se obișnuia în feudalism, satele împreună cu pământul ce le aparținea, erau donate de către rege unor nobili pentru serviciile aduse.